# Grallaire à poitrine rousse
Grallaricula ferrugineipectus
Espèce
Statut de conservation UICN

 LC  : Préoccupation mineure
La Grallaire à poitrine rousse (Grallaricula ferrugineipectus) est une espèce d'oiseaux de la famille des Grallariidae.

## Description
L'adulte type mesure environ 11 cm pour un poids nominal de 13 g à 15 g (pour les mâles, sachant que le dimorphisme sexuel n'est pas très prononcé).

## Répartition et habitat
Cet oiseau peuple les Andes de la Colombie et du Venezuela.
Son habitat naturel est subtropical, dans les forêts tropicales humides de plaines et de montagnes.

## Liste des sous-espèces
Selon le Congrès ornithologique international :
- Grallaricula ferrugineipectus ferrugineipectus (P. L. Sclater, 1857)
- Grallaricula ferrugineipectus rara Hellmayr & Madarász, 1914